# Ajibuhara
Ajibuhara is een bestuurslaag in het regentschap Karo van de provincie Noord-Sumatra, Indonesië. Ajibuhara telt 721 inwoners (volkstelling 2010).